# James Dutton
Pour les articles homonymes, voir Dutton.
James Patrick Dutton Jr. est un astronaute américain né le 20 novembre 1968 à Eugene.

## Vols réalisés
Il réalise son premier vol le 5 avril 2010, comme pilote de la mission STS-131